# Gósy Mária
Gósy Mária (asszonynevén Tasnádiné, Bonyhád, 1952. április 2. –) Széchenyi-díjas magyar nyelvész, egyetemi tanár és fonetikus. Az Eötvös Loránd Tudományegyetem Bölcsészettudományi Kar Magyar Nyelvtudományi és Finnugor Intézet Fonetika Tanszék oktatója és vezetője 2002–2017 között.

## Tanulmányai
1975-ben az Eötvös Loránd Tudományegyetem Bölcsészettudományi Kar magyar–orosz (tanári) szakán szerzett diplomát. 1983-ben speciális szakképzésben vett részt a Heim Pál Gyermekkórház Fül-Orr-Gégészeti Osztályán, majd 1987-ben posztdoktorális képzésben vett részt a Massachusetts Institute of Technology (Egyesült Államok) beszédkutató laboratóriumában. 1977-ben tette le az egyetemi doktori vizsgáját (summa cum laude), majd 1986-ben szerzett kandidátusi fokozatot. 1994-ben akadémiai doktori fokozatot szerzett (nyelvtudomány doktora/MTA doktora). 1996-ban habilitációs vizsgáját tette le.

## Munkássága
1975-től az MTA Nyelvtudományi Intézet Fonetikai Osztályán kutató, majd 1997-től tudományos osztályvezető az MTA Nyelvtudományi Intézet Fonetikai Osztályán.
1991-ben kutatóprofesszor az eindhoveni Percepciós Kutatóintézetben (Hollandia). 2002 és 2017 között tanszékvezető egyetemi tanár az ELTE BTK Fonetikai Tanszékén, majd 2002-től egyetemi tanár.
2012-ben a Magyar Érdemrend tisztikeresztje kitüntetést, 2022-ben pedig Széchenyi-díjat kapott.

## Publikációk
A Google Tudós alapján az alábbi 3 publikáció a legidézettebb.
- Gósy, M. (2005). Pszicholingvisztika. Osiris.
- Gósy, M. (2004). Fonetika, a beszéd tudománya. Osiris.
- Gósy, M., & Terken, J. (1994). Question marking in Hungarian: timing and height of pitch peaks. Journal of Phonetics, 22(3), 269–281.